# Trichobactrus brevispinosus
Trichobactrus brevispinosus är en spindelart som beskrevs av Jörg Wunderlich 1995. Trichobactrus brevispinosus ingår i släktet Trichobactrus och familjen täckvävarspindlar.
Artens utbredningsområde är Mongoliet. Inga underarter finns listade i Catalogue of Life.